# تشنس (مقاطعة تشالوس)
تشنس (بالفارسية: چنس) هي قرية تقع في قسم كلارستاق الشرقي الريفي (مقاطعة تشالوس) في إيران. يقدر عدد سكانها بـ 51 نسمة بحسب إحصاء 2016.